# 애플밸리 (캘리포니아주)

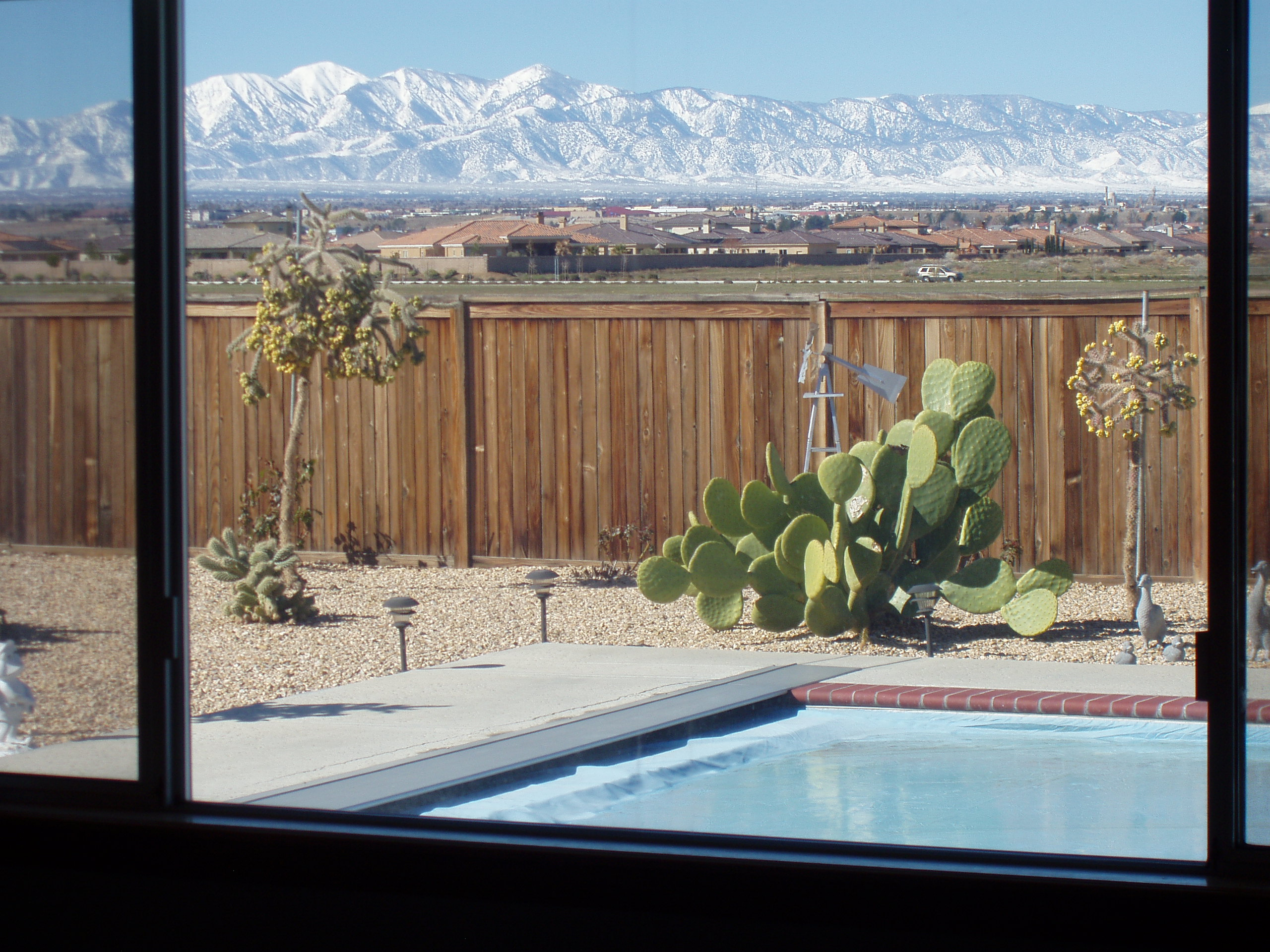

애플밸리(Apple Valley)는 캘리포니아주 샌버너디노 군에 위치한 도시로, 인구는 69,135명이다.